# Microrégion de Varginha
 (février 2025).
Si vous disposez d'ouvrages ou d'articles de référence ou si vous connaissez des sites web de qualité traitant du thème abordé ici, merci de compléter l'article en donnant les références utiles à sa vérifiabilité et en les liant à la section « Notes et références ».
La microrégion de Varginha est l'une des dix microrégions qui subdivisent le Sud et Sud-Ouest du Minas, dans l'État du Minas Gerais au Brésil.
Elle comporte 17 municipalités qui regroupaient 446 905 habitants en 2006 pour une superficie totale de 7 599 km2.

## Municipalités[1]
- Boa Esperança
- Campanha
- Campo do Meio
- Campos Gerais
- Carmo da Cachoeira
- Coqueiral
- Elói Mendes
- Guapé
- Ilicínea
- Monsenhor Paulo
- Santana da Vargem
- São Bento Abade
- São Thomé das Letras
- Três Corações
- Três Pontas
- Varginha